# Gangsters
Gangsters – pierwszy singiel brytyjskiej grupy "drugiej fali ska" The Specials. Na stronie B umieszczono utwór "The Selecter" zespołu The Selecter. Na rynku ukazał się 27 lipca 1979 roku nakładem wytwórni 2 Tone Records. Autorem  utworu był Jerry Dammers, producentem sam zespół. Wydany został tylko w wersji 7-cal. Zajął 6 pozycje na brytyjskiej liście przebojów.
Posiada kilka wersji okładki, w zależności od kraju w którym się ukazał. Obok wersji podstawowej na czarnym winylu, są też wersje na winylu czerwonym i zielonym.

## Lista utworów

### Str. A
1. "Gangsters" 2:44

### Str.B
1. "The Selecter" 3:01

## Muzycy
- Terry Hall - wokal
- Lynval Golding - wokal, gitara
- Neville Staple - wokal, instrumenty perkusyjne
- Jerry Dammers - klawisze
- Roddy Radiation - gitara
- Sir Horace Gentleman - gitara basowa
- John Bradbury - perkusja
- Rico Rodriguez - puzon